# Bariera koralowa
Bariera koralowa – rafa koralowa znajdująca się w pewnej odległości od brzegu, która tworzy długi wał, równoległy do linii brzegowej.